# Іван Методієв (футболіст)
Іван Методієв (болг. Ivan Metodiev, 8 вересня 1955 — 22 березня 2006) — болгарський футболіст, що грав на позиції півзахисника, зокрема, за клуб ЦСКА (Софія), а також національну збірну Болгарії.

## Клубна кар'єра
У дорослому футболі дебютував 1974 року виступами за команду клубу ЦСКА (Софія), в якій провів шість сезонів. 
Протягом 1980—1982 років захищав кольори команди клубу «Локомотив» (Софія).
Завершив професійну ігрову кар'єру у клубі «Слівен», за команду якого виступав протягом 1982—1985 років.
Помер 22 березня 2006 року на 51-му році життя.

## Виступи за збірну
1978 року дебютував в офіційних матчах у складі національної збірної Болгарії. Протягом кар'єри у національній команді, яка тривала 3 роки, провів у формі головної команди країни 5 матчів.